# Simfonija št. 85 (Haydn)
Simfonija št. 85 v B duru, Hob. I:85 « La Reine » Josepha Haydna (1785) je zgrajena iz štirih stavkov:   
- I. Adagio — Vivace
- II. Allegretto
- III. Menuetto: Allegretto, 3/4
- IV. Presto

Okviren čas trajanja: 21 - 27 minut.
Orkester ima flavta, 2 oboe, 2 fagote, 2 roge v B in Es,  godala.
Haydn je pisateljeva za Pariz. Priljubljena simfonija v Marija Antoinetta.